# 博·胡普曼
博·胡普曼（英語：Beau Hoopman，1980年10月1日—），美国男子赛艇运动员。他曾代表美国参加2004年和2008年夏季奥林匹克运动会赛艇比赛，获得一枚金牌和一枚铜牌，均来自男子八人单桨有舵手项目。